# Дизайн
Диза́йн — це творчий метод, процес і результат художньо-технічного проєктування промислових виробів, їхніх комплексів і систем, орієнтований на досягнення найповнішої відповідності створюваних об'єктів і середовища загалом потребам людини, як утилітарних, так і естетичних.
Дизайн (англ. design) — задум, план, мета, намір, творчий задум, проєкт і креслення, розрахунок, конструкція, ескіз, малюнок, візерунок, композиція, мистецтво композиції, витвір мистецтва.
Дизайн — специфічний ряд проєктної діяльності, що об'єднує художньо-предметне мистецтво і науково обґрунтовану інженерну практику у сфері індустріального виробництва. Реалізуючи функції дизайну: відображальну, виховну, пізнавальну, комунікативну, гедоністичну, інтелект використовує всі три типи мислительної діяльності: наочно-діловий, чуттєво-образний, поняттєво-логічний. Термін «промисловий дизайн» був затверджений рішенням першої генеральної асамблеї ICSID (International Council of Societies of Industrial Design, Міжнародної ради організацій промислового дизайну) 1959 року термін «дизайн» є професійним скороченням терміна «промисловий дизайн».

## Філософія
У зв'язку з різноманітністю направленості дизайну не вважається можливим створення єдиної науки, яка б вивчала дизайн в цілому. Як наслідок важко створити інститут дизайну загалом та міцні зв'язки між дизайнерами різних напрямків. Ситуація складається таким чином, що ці напрямки дизайну розвиваються відокремлено. Так само не збігаються предмети вивчення графічного дизайну та ландшафтного дизайну.

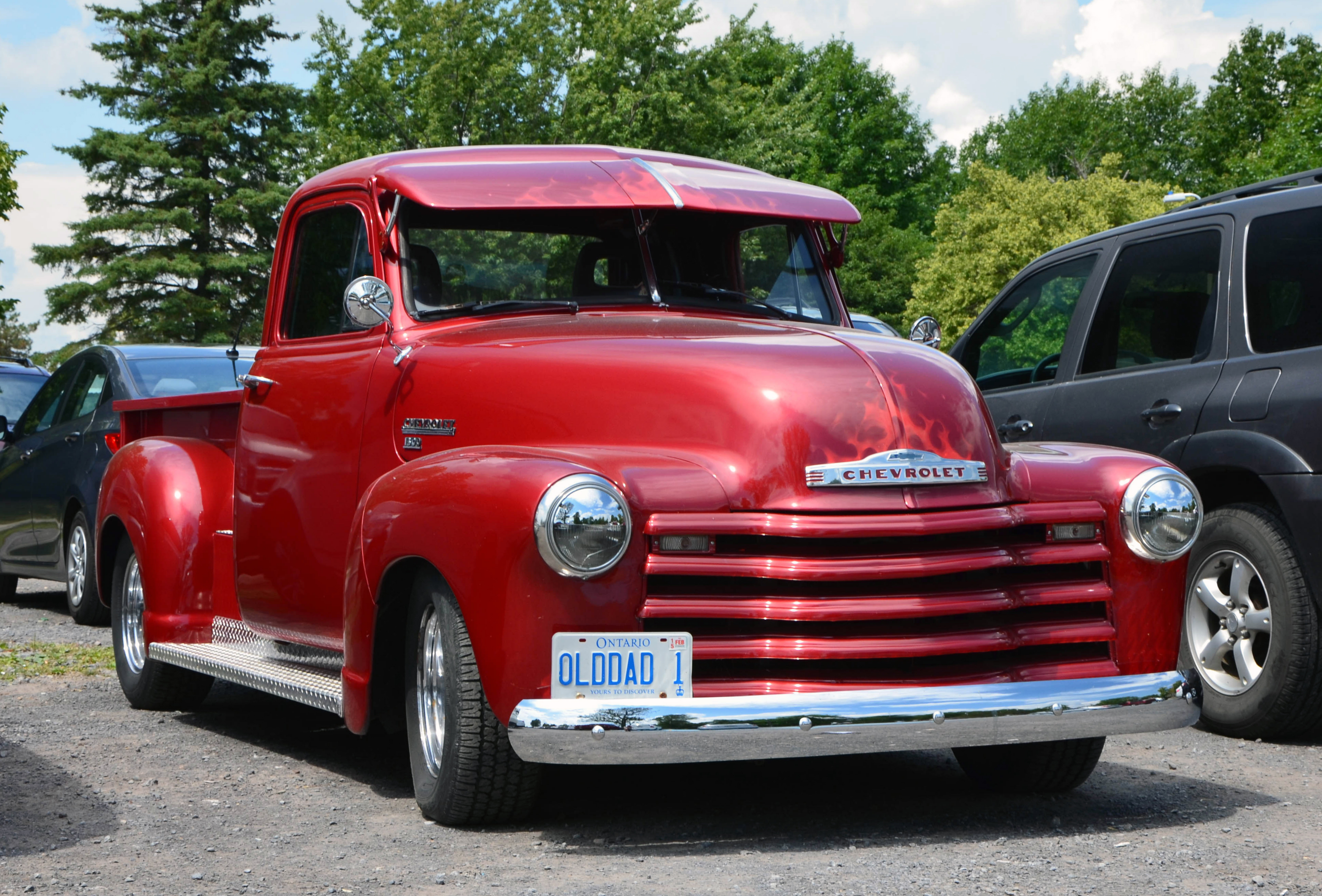
Приклад автодизайну — Chevrolet Advance Design

Метою дизайну може виступати розв'язання проблем проєктування від найменшого елементу конструкції до глобальних великих і навіть утопічних ідей. У зв'язку із різким зростанням населення планети, ще однією метою дизайну стає соціальна привабливість. Тобто дизайн стає інструментом комунікації між людиною та об'єктом дизайну. Мета ж дизайну має значущість лише для дизайнерів як керівників проєктування.
Таким чином, з мети дизайну можна зробити висновки щодо його завдання. Основним завданням дизайну є:
- Ергономіка — легкість у використанні об'єкта дизайну;
- Інтерфейс користувача — психологічні особливості оператора, що працює з об'єктом дизайну;
- Останні тенденції — застосування нових технологій в дизайні для спрощення його інших завдань.

Отже, об'єкт дизайну — річ, що модифікується завдяки дизайну у напрямку розв'язання проблем проєктування або соціальної привабливості. Так, під час автотюнінгу об'єктом дизайну є авто, яке може видозмінюватися як у бік кращих технічних характеристик, так і у бік кращого «сучаснішого» вигляду.

### Методи пошуку
Для віднаходження проєктної формули застосовують фантазування, мозкова атака, морфологічний аналіз виробу, аналіз локальних об'єктів, алгоритмів та створення ідеального об'єкта.

## Історія дизайну
Слово «design» з'явилося в XVI столітті та вживалося по всій Європі. Італійський вислів «disegno intero» означав народжену у художника і викликану Богом ідею — концепцію твору мистецтва. Оксфордський словник 1588 року подає таку інтерпретацію цього слова: «задуманий людиною план або схема чогось, що буде реалізовано, перший начерк майбутнього твору мистецтва».
1849 року в Англії вийшов перший у світі журнал, який мав у назві слово «дизайн» — «Journal of Design», заснований державним діячем, художником-проєктувальником сером Генрі Коулом (він же виступав ініціатором проведення Всесвітньої виставки в Лондоні 1851 року). В одному з перших номерів журналу було відзначено:
"Дизайн має двоїсту природу. На першому місці — строга відповідність призначенню створюваної речі. На другому — прикраса або орнаментація цієї корисної структури. Слово «дизайн» для багатьох зв'язується найчастіше з другим, з незалежним орнаментом, протиставленим корисної функції, ніж з єдністю обох сторін ". Річард Редгрейв, редактор
У вересні 1969-го на конгресі Міжнародної ради організацій з дизайну було прийнято наступне визначення: «Під терміном дизайн розуміється творча діяльність, мета якої — визначення формальних якостей предметів, вироблених промисловістю. Ці якості форми відносяться не тільки до зовнішнього вигляду, але головним чином до структурних та функціональних зв'язків, які перетворюють систему в цілісну єдність з точки зору, як виробника, так і споживача».
У середині XX століття в професійному лексиконі для позначення формоутворення в умовах індустріального виробництва вживалося поняття «індустріальний дизайн». Тим самим підкреслювався його нерозривний зв'язок з промисловим виробництвом і конкретизувалася багатозначність терміна «дизайн». І багато трактатів по історії дизайну того часу в заголовках містили уточнення «індустріальний дизайн». Потім в кінці XX століття проєктно-художню діяльність в області індустріального формоутворення стали називати більш стисло — «дизайн». Почасти це пов'язано і з тим, що суспільство вступило у фазу постіндустріального розвитку, відбулися значні зміни в цілях «індустріального дизайну».
Сучасне уявлення про дизайн в цивілізованому світі розглядається набагато ширше, ніж промислове проєктування. І дійсно, в будь-якій області діяльності людини, будь то мистецтво, будівництво або політика ми стикаємося з поняттям дизайну.

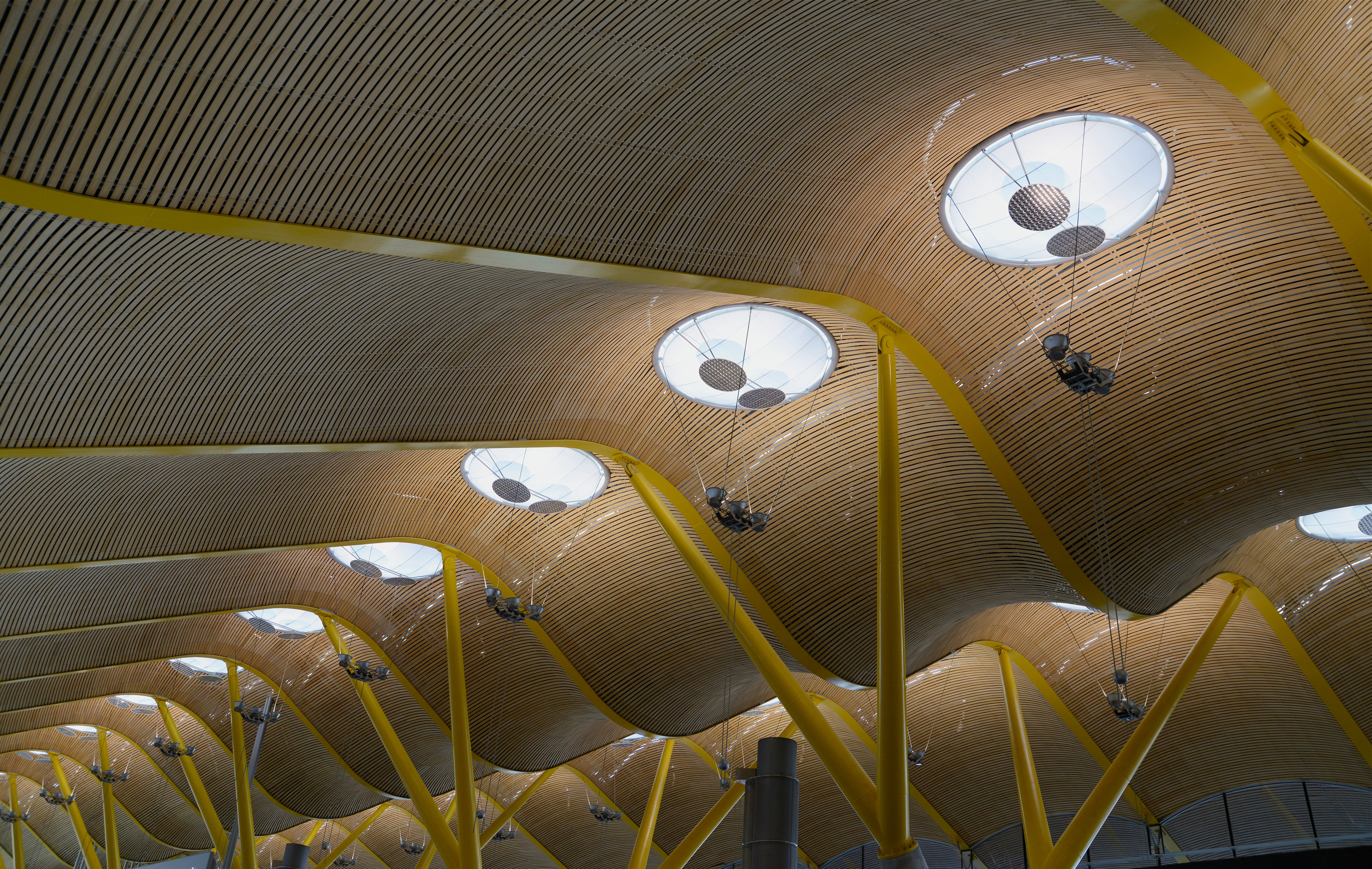
Приклад дизайну інтер'єру в мадридському аеропорті Барахас, освітлення на стелі

## Дизайн як процес
Появі результату розробки дизайну передують деякі окреслені кроки розробки. Загалом, дизайн як процес проєктування залежить від таких чинників як ергономічність, коштовність, економічність та зручність. Тому деякі з наведених нижче етапів проєктування можуть бути викинуті з процесу виробництва. Наприклад, задля зниження коштовності виробництва. Етапи розробки поділяють на декілька груп:
- До виробничого циклу
  - Бриф — визначення цілей дизайну.
  - Аналітика — аналіз визначених цілей
  - Дослідження — вивчення схожих дизайн-рішень
  - Специфікація — опис необхідних затрат задля реалізації дизайн рішення
  - Дизайн рішення — концептуалізація та технічний опис (тех. завдання) для реалізації визначеного дизайн-рішення.
  - Презентація — презентація дизайну
- Виробничий цикл
  - Розробка — введення дизайн рішення
  - Тестування — тестування дизайн рішення
- Після виробничий цикл (для майбутніх розробок)
  - Виконання
  - Оцінка

Дизайн як творчий процес можна розділити на:
- художній дизайн — створення речового світу суто з точки зору естетики сприйняття (зовнішні прояви форми); [джерело не вказано тисячу сто вісімдесят вісім днів]
- технічну естетику — науку про дизайн, що враховує всі аспекти, і перш за все конструктивність (ранній етап становлення), функціональність (середній), комфортність виробництва, експлуатації, утилізації технічного виробу і т. д. (сучасне розуміння).

## Об'єкти дизайну
Об'єктом дизайну може стати практично будь-який новий технічний промисловий виріб (комплект, ансамбль, комплекс, система) в будь-якій сфері життєдіяльності людей, де соціально-культурно обумовлено людське спілкування.

### Основні категорії об'єкта дизайну
- Образ — ідеальне уявлення про об'єкт, художньо-образна модель, створена уявою дизайнера.
- Функція — робота, яку повинен виконувати виріб, а також смислова, знакова і ціннісна ролі речі.
- Морфологія — будова, структура форми виробу, організована відповідно до його функції, матеріалом і способом виготовлення, що втілює задум дизайнера.
- Технологічна форма — морфологія, втілена в способі промислового виробництва речі-об'єкту дизайн-проєктування в результаті художнього осмислення технології.
- Естетична цінність — особливе значення об'єкту, що виявляється людиною в ситуації естетичного сприйняття, емоційного, чуттєвого переживання та оцінки ступеня відповідності об'єкту естетичному ідеалу суб'єкта.

## Різновиди дизайну
- Дитячі меблі, дизайнер — Kristian Solmer Vedel, 1951анімаційний дизайн
- архітектурний дизайн
- архітектурний дизайн освітлення
- біодизайн
- вебдизайн
- графічний дизайн
- дизайн міського середовища
- дизайн інтер'єру
- дизайн церемоній
- звуковий дизайн
- інформаційний дизайн
- книжковий дизайн
- ландшафтний дизайн
- поліграфічний дизайн
- проєктування взаємодії

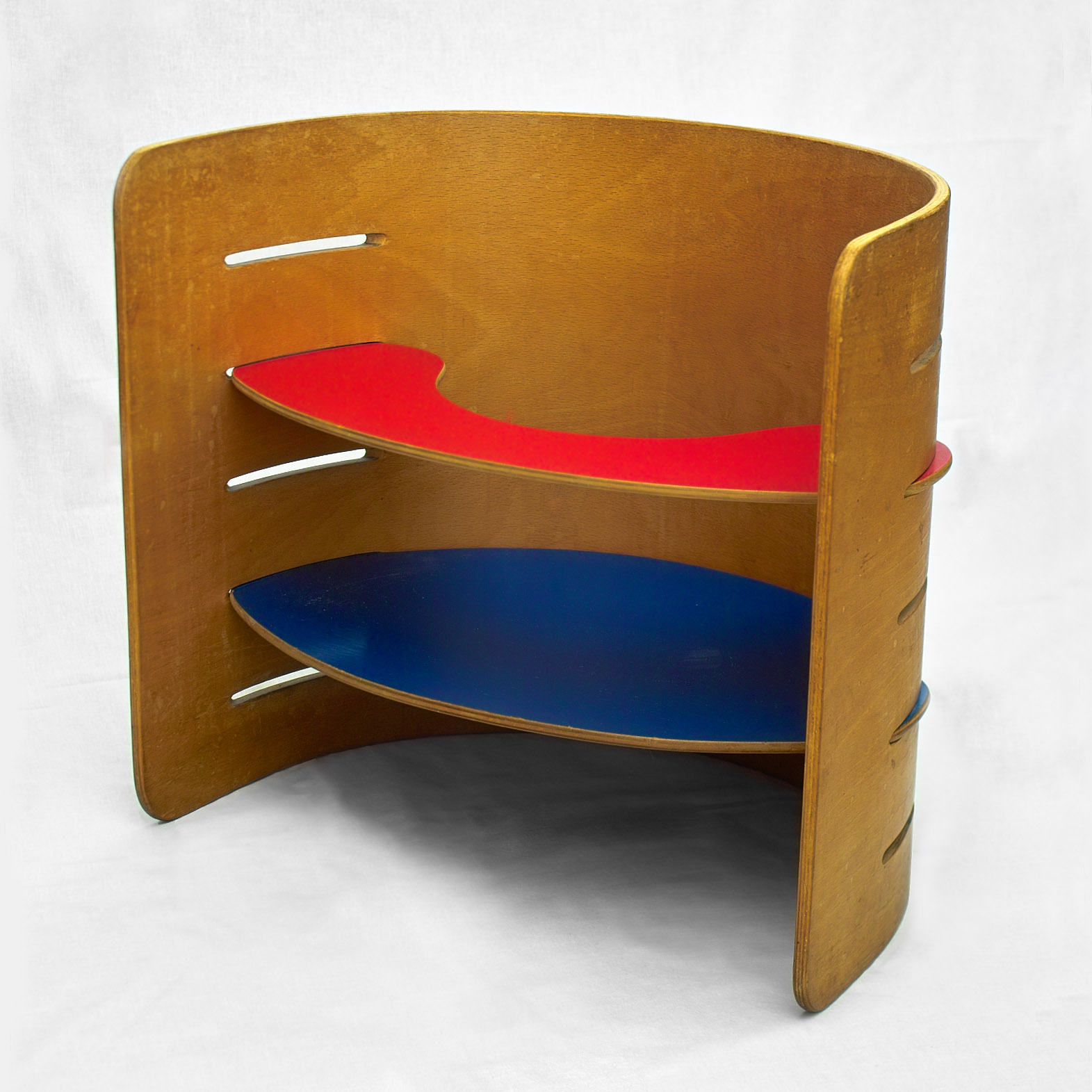
Дитячі меблі, дизайнер — Kristian Solmer Vedel, 1951

- проєктування програмного забезпечення
- промисловий дизайн
- сталий дизайн
- світловий дизайн
- транспортний дизайн
- футуродизайн
- екодизайн
- дизайн одягу

## Освіта з дизайну в Україні
- Навчально-науковий інститут культури і мистецтв ДЗ «Луганський національний університет імені Тараса Шевченка»
- Національна Академія образотворчого мистецтва та архітектури України
- Національна Академія Керівних Кадрів Культури і Мистецтв
- Факультет графічного дизайну Національної академії образотворчого мистецтва і архітектури
- Харківська державна академія дизайну та мистецтв
- Київський національний університет технологій та дизайну
- Київський державний інститут декоративно-прикладного мистецтва і дизайну імені Михайла Бойчука
- Інститут деревооброблювальних технологій і дизайну Національного лісотехнічного університету України
- Інститут дизайну і реклами Київського національного університету культури і мистецтв
- Київське вище професійне училище будівництва та дизайну
- Київський коледж будівництва, архітектури та дизайну
- Волинський національний університет імені Лесі Українки, кафедра дизайну[1]
- Інститут дизайну і ландшафтного мистецтва Національної академії керівних кадрів культури і мистецтв [Архівовано 29 січня 2013 у Wayback Machine.]
- Український державний університет науки і технологій
- Факультет будівництва та дизайну, кафедра дизайну при Луцькому Національному Технічному Університеті
- Інститут архітектури, Національного університету Львівська політехніка
- Львівська національна академія мистецтв
- Львівський державний коледж декоративного і ужиткового мистецтва імені Івана Труша
- Тернопільський кооперативний торговельно-економічний коледж
- Відокремлений структурний підрозділ Технологічний коледж Національного університету «Львівська політехніка»
- Кафедра книжкової графіки та дизайну друкованої продукції Українська академія друкарства
- Тернопільський коледж Університету «Україна»
- Національний транспортний університет
- Черкаський державний технологічний університет, «Факультет комп'ютеризованих технологій машинобудування і дизайну», кафедра Дизайну
- Класичний приватний університет м. Запоріжжя[2]
- Кафедра Технологій і дизайну Української інженерно-педагогічної академії, м. Харків.
- Закарпатська Академія мистецтв відділ «Дизайну»
- Кафедра архітектури та дизайну середовища в НУ «Чернігівська політехніка»